# Juan Baltasar Maciel
Juan Baltasar Maciel o Juan Baltasar Maziel (Santa Fe, 1727 - Montevideo, 1788) fue un sacerdote y educador rioplatense.

## Biografía
Estudió en el Colegio de Córdoba y estudió filosofía en Santiago de Chile, donde se doctoró en derecho civil y canónico. Se trasladó a la Real Audiencia de Charcas, donde se le reconoció el título de abogado.
A fines de 1756 se estableció en Buenos Aires, donde se ganó un gran prestigio como jurista y canonista, prestando asistencia letrada a los gobernadores de la ciudad. Fue un importante aliado de los jesuitas, pero quiso ganar la simpatía de éstos para llegar a ser nombrado obispo. Como esa alianza le falló, se hizo enemigo de los jesuitas y del gobernador Pedro de Cevallos, su protector.
Al llegar a Buenos Aires el gobernador Bucarelli, Maciel logró que este lo nombrara vicario y provisor de la diócesis de Buenos Aires, con lo que logró gobernarla en ausencia del obispo por muchos meses. Apoyó al gobernador en su expulsión de los jesuitas y las actividades reformadoras del obispo De la Torre.
Expulsó al párroco de la catedral, pero por orden del Consejo de Indias debió reponerlo en su cargo y pedirle públicamente disculpas. Por esa razón volvió a cambiar de bando: cuando Cevallos regresó al Río de la Plata como virrey, le aconsejó usar las propiedades jesuitas de la capital para un colegio y una universidad, y moderó sus críticas hacia los expulsados.
Tenía una enorme biblioteca, la más importante del virreinato; escribió una gran cantidad de poesías, de un estilo deficiente, pero revelador de cierta independencia de criterio. Abandonó las rimas de los neoclásicos para componer el primer poema gauchesco: un Romance en honor del virrey Cevallos. Lo escribió usando los términos que creyó propios de un guaso, que canta en estilo campestre los triunfos y las gazañas de Cevallos. Al parecer, su idea no gustó nada en el ambiente virreinal; las hazañas que cantaba, en cambio, eran dignas de ser rememoradas: las tres victorias de Cevallos sobre los portugueses, incluidas dos reconquistas de la Colonia del Sacramento, dos de la Misiones Guaraníticas, y la captura de una amplia zona del sur del Brasil.
En cuanto ascendió al poder el virrey Juan José Vértiz, del partido opuesto a los jesuitas y a los amigos de Cevallos, se hizo un partidario del nuevo virrey. Vértiz lo nombró canciller —algo así como un rector— del Colegio Carolino de la capital, formado sobre la base del colegio jesuita. Redactó sus reglamentos y estatutos y dictó cátedra de varias materias. En ese cargo se vinculó con muchos de los futuros notables de la época revolucionaria, ya que la mayor parte de ellos fueron sus alumnos. Junto con su sucesor, Luis José de Chorroarín, fueron los "maestros de la generación de Mayo". Maciel fue el maestro de los mayores, como Cornelio Saavedra, Manuel Belgrano y Vicente de Azcuénaga, y Chorroarín de los más jóvenes, como Mariano Moreno, Domingo French o Manuel Dorrego.
Fue también miembro de la Inquisición y supervisor general de educación de toda la diócesis de Buenos Aires.
Más tarde, según Ricardo Rojas, habría escrito también una especie de poesía pastoril de estilo neoclásico, adaptada a las zonas rurales rioplatenses: El Amor de la Estanciera. No obstante, en la actualidad la obra es considerada de autor anónimo. En suma, fue uno de los más importantes iniciadores de la literatura rioplatense, y el primer escritor en manifestar simpatía por los gauchos.
Cuando Vértiz fue reemplazado por el virrey Loreto, mucho más conservador que su antecesor, volvió a intentar influir en el Consejo de Indias para ser nombrado obispo. Pero Loreto tenía su propio candidato a la mitra, y lo expulsó a la Banda Oriental, la expulsión final se da el 11 de enero de 1786, pero este proceso de destierro comenzó con una real cédula firmada por el Virrey el 5 de septiembre de 1774, Maziel se defendió legalmente, pero finalmente tuvo que acatar la decisión del Virrey. Así una tarde del 11 de enero de 1786, mientras dormía la siesta fue despertado en su casa por una turba de 25 granaderos más dos oficiales. Lo despertaron de la cama y lo llevaron hasta la orilla del río. Allí lo aguardaba un pequeño barco a velas que lo llevaría a la ciudad de Montevideo. El viaje duró 3 días, dado que no hubo buenos vientos para navegar. El barco era pequeño y Maziel casi no entraba en su camarote así que viajó en la cubierta. Luego de llegar a la ciudad de Montevideo el 14 de enero, donde aceptó el  ofrecimiento del sancristán mayor de la iglesia de Montevideo, Manuel de Echeverría (pariente lejano de Juan Baltazar Maziel), de alojarse en su cuarto. Dado que Maziel no tenía donde alojarse en Montevideo. Luego de varias cartas mandadas a la ciudad de Buenos Aires donde incriminaba al Virrey Loreto por sus actos, este virrey mandaba otras a Montevideo limpiando su imagen. Así llegaron al 1 de enero de 1788 donde Maziel estaba ya postrado en la cama y en sus últimos momentos de vida. Para el día 2 de enero de 1788, a las 6.30 de la mañana, estaba agonizando. Llegó el escribano en ese momento y Maziel murió en la cama abrazado a su sobrino que lo estaba acompañando en sus últimos momentos. Fue sepultado en el presbiterio de la iglesia matriz al lado del evangelio. Para limpiar su imagen post mortem, el 1 de enero había desembarcado en el Puerto de Maldonado –por un fuerte viento no pudo entrar en Montevideo– la fragata "Correo El Rey", el cual había salido de La Coruña el 20 de octubre de 1787; en el mismo barco vino una carta fechada el 1 de septiembre de 1787, escrita por el ministro del rey el señor Antonio Porlier, donde el rey intimaba al Virrey Loreto a restituir al cargo que tenía anteriormente al destierro Juan Baltazar Maziel y le manifestaba su Real desagrado las medidas tomadas de arresto y destierro contra Maziel.